# Ceratoneura gigantea
Ceratoneura gigantea är en stekelart som beskrevs av Ikeda 2001. Ceratoneura gigantea ingår i släktet Ceratoneura och familjen finglanssteklar. Inga underarter finns listade i Catalogue of Life.